# Взятие Сирта (2020)
Взятие Сирта — штурм города Сирта Ливийской национальной армией (ЛНА) Халифа Хафтара во время второй гражданской войны в Ливии. Операция была проведена 6 января 2020 года в рамках наступления на Триполи.

## Предыстория
Во время первой гражданской войны в 2011 году город, наряду с Бени-Валидом, был одним из последних центров сопротивления сторонников Муаммара Каддафи. Оборона Сирта продолжалась целый месяц, но 20 октября ливийские повстанцы окончательно разгромили войска противника. В тот же день при попытке к бегству из города Каддафи был схвачен оппозиционерами и убит.
В 2015 году, во время второй гражданской войны, город попал в руки джихадистов «Исламского государства». В мае 2016 года войска, лояльные Правительству национального согласия (ПНС) Фаиза Сараджа и поддержанные западными союзниками, начали операцию по освобождению города от боевиков. В декабре, после нескольких месяцев тяжёлых городских боёв, Сирт был полностью занят.
После разгрома «Исламского государства» город контролировался бригадой Мисураты, входившей в коалицию «Щит Ливии», и 604-й бригадой, ополчением салафитов. Все эти войска были объединены в рамках «Сил обороны Сирт».

## Действия Хафтара
4 апреля 2019 года фельдмаршал ЛНА Халифа Хафтар, являвшийся союзником противоборствующих ПНС властей Палаты представителей, объявил о начале крупномасштабного наступления на всём северо-западе страны (Триполитания), целью чего была столица страны Триполи.
20 декабря Ливийская национальная армия потребовала от поддерживавших ПНС вооружённых формирований в течение 72 часов покинуть Триполи и Сирт. За это время ЛНА обязывалась не атаковать отходящие оттуда силы. Если же лояльные ПНС формирования не выполнят условия ультиматума, то атаки начнутся вновь. Уже 25 декабря бригада Мисураты приняла ультиматум фельдмаршала и вывела свои отряды как из Сирта, так и из Триполи.
4 января 2020 года Халифа Хафтар объявил в стране массовую мобилизацию для «изгнания иностранных сил» в ответ на планы властей Турции отправить войска в Триполи. Он призвал ливийцев забыть о разногласиях, «объединиться и взяться за оружие», чтобы «защитить землю и честь». Командующий национальной армией обвинил президента Турции Реджепа Эрдогана в стремлении возродить «османское владычество» в Ливии и назвал возможное столкновение «битвой с колонизаторами».
В тот же день его бойцы начали наступление по направлению к Сирту. Вскоре на сторону ЛНА перешла 604-я бригада. Её командование заявило, что не принимает ни сторону Сараджа, и ни сторону Хафтара, а её главными врагами являются «Братья-мусульмане» и салафиты-джихадисты. Между тем большинство её бойцов были из ферджани, племени фельдмаршала Хафтара.

## Взятие Сирта
6 января хафтаровцы вошли в город. Сначала был захвачен аэропорт Гардабия, расположенный к югу от Сирта. Защитники воздушной гавани сдались. Затем ЛНА атаковала город с юга и востока. Спецназ захватил морской порт. Одновременно 604-я бригада с тыла атаковала остатки бригады Мисураты. После трёх часов боя последние покинули город. Таким образом, Сирт перешёл в руки сил ЛНА, которые встретили лишь слабое сопротивление. Бойцов Хафтара с энтузиазмом встречали местными жителями, размахивавшие плакатами с изображением Каддафи и зелёными флагами Ливийской Арабской Джамахирии.
Представитель ЛНА генерал Ахмед аль-Мисмари заявил, что «Сирт полностью освобождён (…) от террористических группировок», а наступление на город было предметом «тщательной подготовки, которая длилась в течение нескольких месяцев» с регулярными воздушными налётами на «Силы обороны Сирта».

## Последствия
С падением Сирта в ЛНА предполагали продолжить наступление и в конце концов взять Мисурату, расположенную в 250 километрах к северо-западу. Однако активное вмешательство Турции в конфликт в Ливии на стороне ПНС значительно ослабило позиции сторонников Хафтара. В апреле — мае турки и сараджисты восстановили контроль над границей с Тунисом, захватили воздушную базу Аль-Ватия, города Сабрат, Сурман и Эль-Аджайлат. Сопротивление ПНС ужесточилось, а само продвижение отрядов ЛНА приостановилось. В июне фронт стабилизировался по линии Сирт — Джуфра. Предполагалось, что войска ПНС предпримут попытку отвоевать город, но боевые действия ограничились отдельными столкновениями к западу от населённого пункта. В это время стороны проявляли низкую активность. «Стояние у Сирта» стало последней крупной кампанией гражданской войны.